# Cephalaria hirsuta
Cephalaria hirsuta är en tvåhjärtbladig växtart som beskrevs av Otto Stapf. Cephalaria hirsuta ingår i släktet jätteväddar, och familjen Dipsacaceae. Inga underarter finns listade i Catalogue of Life.